# 堤公長
堤 公長（つつみ きみなが、1950年（昭和25年) 1月31日 - ）は、日本の歌人。宮内庁掌典。堤家の第16代当主。玉川大学文学部卒業。東京都出身。

## 経歴
東京都出身。子爵・堤経長とその後妻の鍵和田貴代の次男として生まれる。1971年（昭和46年）宮内庁式部職嘱託。1973年（昭和48年）に玉川大学文学部を卒業し、大学卒業同年に宮内庁掌典を拝命。1994年（平成6年）から2008年（平成20年）まで学校法人学習院評議員を歴任した。
私生活では九鬼宗隆の次女である紀子と結婚し2男を授かる。
2011年（平成23年）に歌会始を取り仕切る披講会の会長に就任。

## 系譜
- 父親：堤経長
- 母親：鍵和田貴代
- 兄：堤一長（1948年-1949年）
- 妻：九鬼紀子 - 九鬼宗隆の次女。
  - 長男：堤隆長
  - 次男：堤公隆